# Ingo Naujoks
Ingo Naujoks (Bochum, 1º marzo 1962) è un attore tedesco.

## Biografia
Cresciuto nel bacino della Ruhr, all'inizio lavorò come autista di ambulanza, poi fece la domanda per partecipare alla scuola d'arte drammatica di Bochum, ma non superò l'esame.
Iniziò a recitare nel 1991. È apparso in diversi film, tra cui Maga Martina e il libro magico del draghetto.

## Vita privata
Ha due figli, Luna e Lennon.

## Filmografia parziale
- Maga Martina e il libro magico del draghetto (2009)
- Il nostro amico Charly - serie TV, 1 episodio (2012)